# Рамсден (лунный кратер)
Кратер Рамсден (лат. Ramsden) — крупный ударный кратер в юго-западной части Болота Эпидемий на видимой стороне Луны. Название присвоено в честь английского механика и оптика Джесси Рамсдена (1735—1800) и утверждено Международным астрономическим союзом в 1935 г. 

## Описание кратера

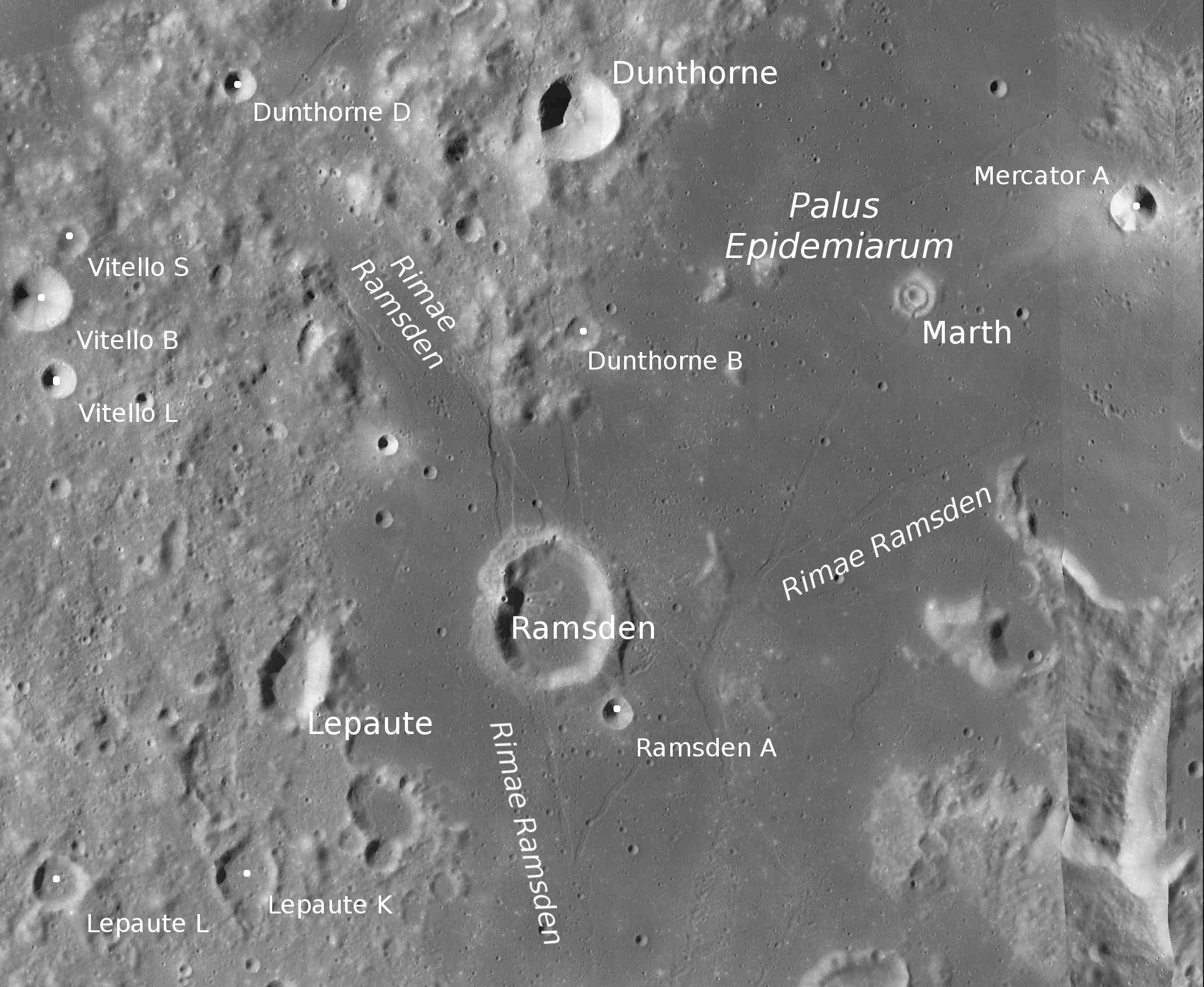
Окрестности кратера Рамсден. Снимок зонда Lunar Reconnaissance Orbiter.

Ближайшими соседями кратера являются кратер Лепот на западе; кратер Данторн на севере; кратер Март на северо-востоке и кратер Элгер на юго-востоке. Кратер окружен бороздами Рамсдена. Селенографические координаты центра кратера 32°58′ ю. ш. 31°52′ з. д. / 32,96° ю. ш. 31,87° з. д., диаметр 25,1 км, глубина 1900 м.

Кратер Рамсден имеет овальную форму и затоплен базальтовой лавой, над поверхностью выступает лишь вершина вала. Вал четко очерчен, в северной и южной оконечностях имеет понижения. Дно чаши ровное, без приметных структур.

## Сателлитные кратеры

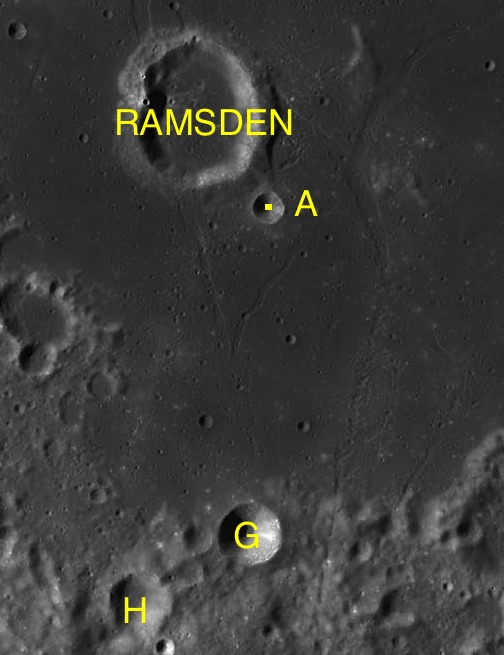
Фрагмент карты LAC-111.

| Рамсден | Координаты                                            | Диаметр, км |
| ------- | ----------------------------------------------------- | ----------- |
| A       | 33°30′ ю. ш. 31°26′ з. д. / 33,5° ю. ш. 31,43° з. д.  | 5,3         |
| G       | 35°21′ ю. ш. 31°40′ з. д. / 35,35° ю. ш. 31,67° з. д. | 11,0        |
| H       | 35°43′ ю. ш. 32°28′ з. д. / 35,71° ю. ш. 32,47° з. д. | 11,4        |

## См.также
- Список кратеров на Луне
- Лунный кратер
- Морфологический каталог кратеров Луны
- Планетная номенклатура
- Селенография
- Минералогия Луны
- Геология Луны
- Поздняя тяжёлая бомбардировка